# Великая дружба
«Великая дружба» — опера Вано Мурадели (либретто Георгия Мдивани, стихи Юрия Стремина), созданная в 1947 году. Первая постановка состоялась в Сталине 28 сентября 1947 года. 7 ноября 1947 года, в день 30-летия Октябрьской революции, состоялась московская премьера в Большом театре. После того, как на одном из представлений побывало руководство страны, было принято специальное постановление Политбюро ЦК ВКП(б) от 10 февраля 1948 года, в котором опера подверглась разгромной критике. Постановление положило начало борьбе с формализмом в советском искусстве и преследованиям тех деятелей культуры, которые, согласно этому постановлению, были объявлены последователями этого направления.

## Сюжет
Действие оперы происходит в 1919 году на Кавказе. События разворачиваются вокруг посланника Ленина — Комиссара (прототипом которого послужил Серго Орджоникидзе). Белогвардейцы пытаются разжечь межнациональную рознь. Для этого они побуждают ингуша Муртаза убить Комиссара. Но в последний момент Муртаз спасает Комиссара, заслонив его от вражеской пули, и гибнет.

## Создание оперы
Необходимость создания оперы, как дань памяти Серго Орджоникидзе, начали обсуждать в 1941 году. Во время Гражданской войны Орджоникидзе был комиссаром на Украине, сражался с армией Антона Деникина на Кавказе. В 1941 году создание оперы, посвящённой борьбе Орджоникидзе против деникинцев, было внесено в план работы Большого театра на 1941 год. Композитором оперы был назван Вано Мурадели.
Мурадели, который встречался с Орджоникидзе в Гори в 1921 году, сам предложил идею оперы, сюжетная линия которой была основана на рассказе Орджоникидзе о своём походе на Кавказ в своей книге «Путь большевика». 22 января 1947 года в приказе № 40 в списке работ, предназначенных для празднования 30-летия Октябрьской революции, опубликованном Комитетом искусств Совета народных комиссаров, появилась опера под названием «Чрезвычайный комиссар». Название оперы было изменено в мае 1947 года (возможно, по предложению цензуры) на «Великая дружба», имея в виду дружбу между народами Советского Союза.
Премьера оперы состоялась 28 сентября 1947 года в городе Сталино (ныне Донецк). Опера также ставилась в Ленинграде, Горьком, Ереване, Улан-Удэ, Фрунзе, Новосибирске, Риге, Вильнюсе и ряде других городов. Постановка в Киеве транслировалось по радио. Дирижёром на премьере в Москве в Большом театре 7 ноября 1947 года был Александр Мелик-Пашаев, режиссёр — Борис Покровский, художник — Фёдор Федоровский.

## Последствия
Первоначально опера получила официальное одобрение. Дмитрий Шостакович, вспоминая в 1960 году московскую премьеру, говорил, что опера была вполне удовлетворительной как по постановке, так и по исполнению. Первые два выступления в Большом театре прошли успешно. Но 5 января 1948 года на третий спектакль пришёл И. В. Сталин в сопровождении других членов Политбюро. После этого визита опера была снята с репертуара и осуждена специальным постановлением Политбюро ЦК ВКП(б) от 10 февраля 1948 года. Утверждалось, что опера искажает тему дружбы народов СССР и является проявлением формализма в музыке:
Исторически фальшивой и искусственной является фабула оперы, претендующая на изображение борьбы за установление советской власти и дружбы народов на Северном Кавказе в 1918-1920 гг. Из оперы создается неверное представление, будто такие кавказские народы, как грузины и осетины, находились в ту эпоху во вражде с русским народом, что является исторически фальшивым, так как помехой для установления дружбы народов в тот период на Северном Кавказе являлись ингуши и чеченцы.
Критике и преследованию, помимо самого Мурадели, подверглись также Прокофьев, Шостакович, Мясковский, Хачатурян и другие видные советские композиторы.
По мнению Соломона Волкова, опера не понравилась Сталину по целому ряду причин. По сюжету Комиссар убеждает грузин и осетин не бороться с русскими. Сталин оскорбился за осетин. Во-вторых, в это время чеченцы и ингуши были депортированы, и, по мысли Сталина, они должны были быть представлены в негативном свете. В-третьих, прообразом главного героя был Орджоникидзе, которого до самоубийства довёл Сталин и лишнее напоминание об этом разозлило его. В-четвёртых, в опере, посвящённой кавказской жизни, Сталин ожидал услышать знакомые мотивы, но вместо них услышал лезгинку, сочинённую самим Мурадели.
Композитор и музыкальный критик Юлия Андреева считает, что ситуация вокруг оперы похожа на провокацию, поскольку после московской премьеры «Великая дружба» ставилась три месяца по всей стране без всяких нареканий со стороны власти. Когда же последовали санкции, оказалось, что кроме самого Мурадели, под репрессии попал целый ряд композиторов, никакого отношения к нашумевшей опере не имевший. Более того, Мурадели стал лишь побочным объектом критики. 19-25 апреля 1948 года в Кремле состоялся I съезд Союза советских композиторов. Скандал вокруг оперы позволил Сталину подчинить региональные композиторские организации центральной, управлявшейся подконтрольными людьми. По странному «совпадению», композиторы, обвинённые в формализме, занимали ключевые посты в прежнем Оргкомитете Союза композиторов СССР. Соответственно, во вновь созданной иерархии к руководству были привлечены те композиторы, которые избежали подобных обвинений: Тихон Хренников был избран Генеральным секретарём правления Союза советских композиторов, Борис Асафьев — председателем правления, Владимир Захаров, Мариан Коваль и Михаил Чулаки — секретарями правления Союза. Кроме того, Коваль был назначен главным редактором журнала «Советская музыка», а Чулаки занял вакантную должность на кафедре композиции.

## Дальнейшие события
Под впечатлением реакции власти на оперу Дмитрий Шостакович написал «Антиформалистический раёк».
28 мая 1958 года новым партийным постановлением все обвинения с авторов были сняты:
… оценки творчества отдельных композиторов, данные в этом постановлении, в ряде случаев были бездоказательными и несправедливыми. В опере В. Мурадели «Великая дружба» имелись недостатки, которые заслуживали деловой критики, однако они не давали оснований объявлять оперу примером формализма в музыке. Талантливые композиторы тт. Д. Шостакович, С. Прокофьев, А. Хачатурян, В. Шебалин, Г. Попов, Н. Мясковский и др., в отдельных произведениях которых проявлялись неверные тенденции, были огульно названы представителями антинародного формалистического направления…
29 апреля 1965 года по московскому радио прозвучала новая редакция оперы с дополнительными стихами Эдмунда Иодковского, а 13 ноября того же года прозвучала её концертная версия.

## Современные постановки
В 2023 году опера была поставлена в  Бурятском театре оперы и балета им. Г.Ц. Цыдынжапова.

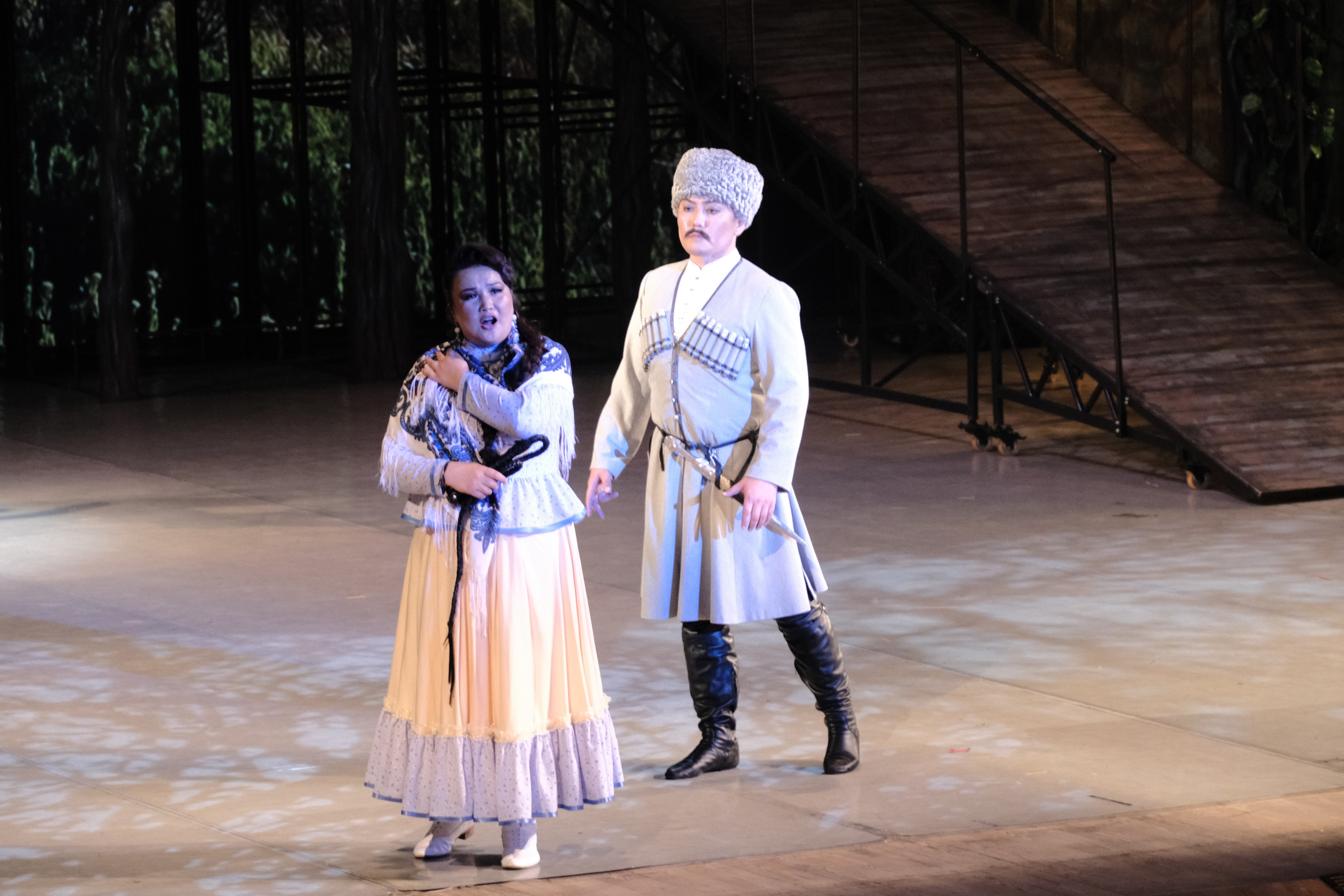
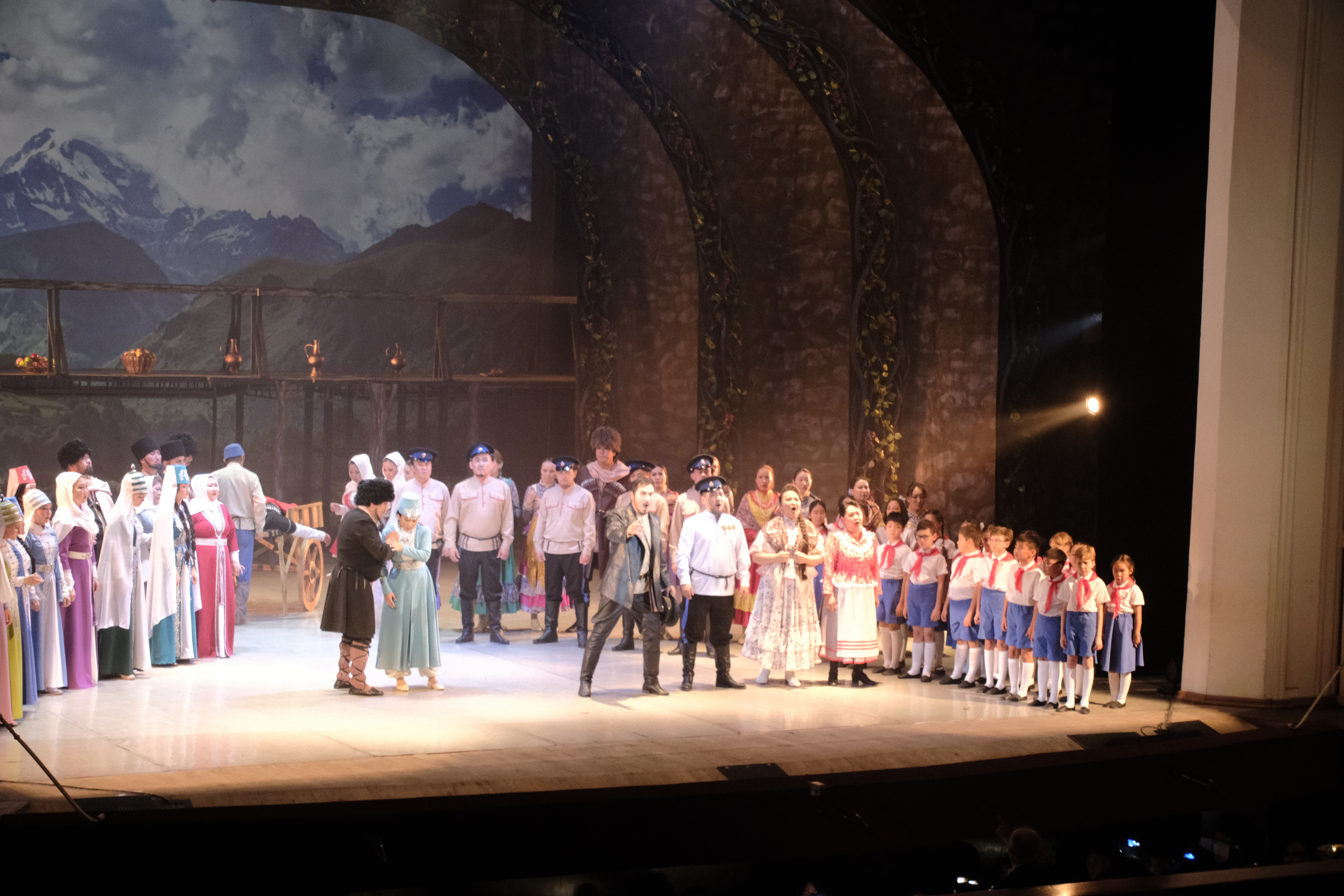